# Kao kakao
Kao kakao (deutsch: „Wie Kakao“) ist das neunte Album der mazedonischen Band „Leb i sol“. Es wurde im Jahr 1987 von der Plattenfirma Jugoton veröffentlicht. Das Album begleiteten Videoclips zu den Songs „Mamurni ljudi“ und „Skopje“ (das erste Mal auf Mazedonisch gedreht).
Einige der herausragenden Titel auf dem Album sind „Ich bewache die Nacht vom Erwachen“, der Titeltrack „Kao kakao“ und „Ich warte auf den Regen“.
Im Jahr 1999 erhielt das Album die renommierte Auszeichnung „Porin“ für die beste Neuauflage.
Im Jahr 2006 veröffentlichte Croatia Records, der Nachfolger von Jugoton, dieses Album auf CD als Teil des Leb-i-sol-Boxsets.

## Hintergrund
1986 komponierten Vlatko Stefanvoski und Bodan Arsovski die Musik für die Fernsehsendung Bušava azbuka (dt. Zotteliges Alphabet). Bastion-Mitglied Ana Kostovska spielte mit ihnen Lieder. Goce Micanov und ein weiteres Bastion-Mitglied, Kiril Dzajkovski, schlossen sich der Gruppe an. Schlagzeuger Garabet Tavitijan feierte nach 6 Jahren ein Comeback in der Gruppe.
Ende 1987 beschrieb die Zeitschrift Pokret, dass Vlatko wieder einen Kater bekam, weil er Nachtwächter war, und fügte hinzu, dass die Welt für ihn wie Kakao, und dass die einzige Oase Skopje sei. Im folgenden Text heißt es, er habe eine „Femme fatale“ getroffen, die er regelmäßig zu den Spielen des FC Vardar mitgenommen habe.

## Titelliste
- Mamurni ljudi (4:21)
- Kao kakao (4:14)
- Femme Fatale (4:05)
- Čuvam noć od budnih (5:39)
- Kriza tridesetih (3:42)
- Autoput (4:17)
- Igraj (4:21)
- Skopje (2:31)
- Čekam kišu (5:38)

## Trivia
Das Cover der 442. Ausgabe des Magazins Start erscheint im Musikvideo zu „Mamurni ljudi“.